# Hidrocarbură aromatică policiclică

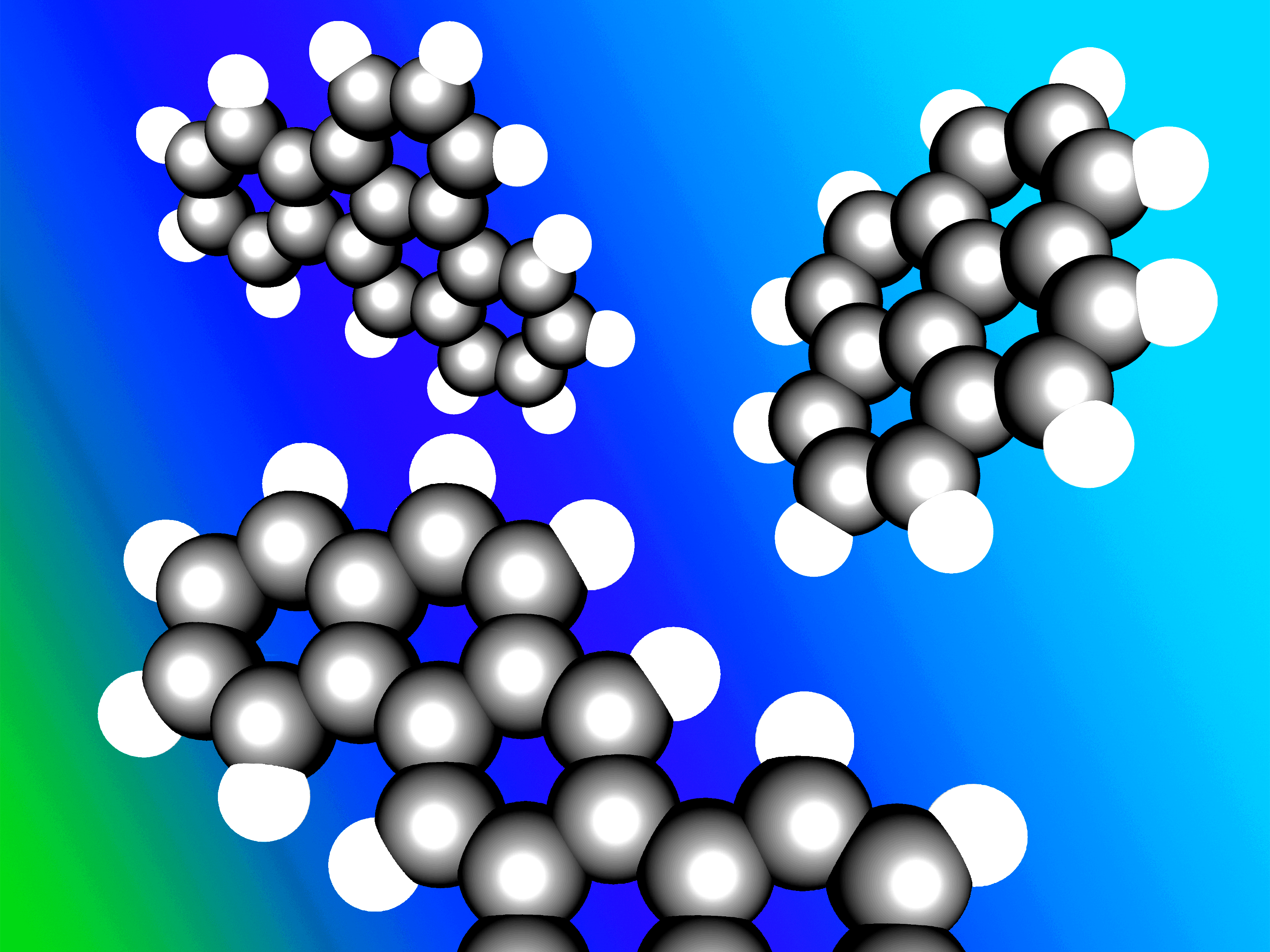
O imagine în care se găsesc câteva exemple tipice de arene polinucleare

Hidrocarburile aromatice policiclice (HAP sau PAH, prescurtarea din engleză), cunoscute și ca hidrocarburi aromatice polinucleare, sunt hidrocarburi compuse din cel puțin două nuclee aromatice condensate, care nu conțin heteroatomi sau care au substituenți.  Naftalina este cel mai simplu exemplu de HAP. Aceste arene polinucleare se găsesc în uleiuri, cărbuni și gudroane, și sunt adesea produși secundari rezultați la arderea combustibililor.